# Ape kommun
Ape kommun (lettiska: Apes novads) var en kommun i Lettland. Den låg i den nordöstra delen av landet, 160 km öster om huvudstaden Riga. Antalet invånare var 4 379. Arean var 545 kvadratkilometer.
Följande samhällen fanns i Ape kommun:
- Ape
- Gaujiena